# Divizia 20 Infanterie (1941-1944)
Divizia 20 Infanterie a fost o mare unitate de nivel tactic a Armatei României, care a luat luptat în Al Doilea Război Mondial. Este una dintre cele 3 mari unități ale Armatei Românie rămase în încercuire la Stalingrad, alături de Divizia 1 Cavalerie și de Detașamentul „Colonel Voicu”. Refăcută ulterior, a luptat în 1944 în nordul Moldovei.
Ordinea de bătaie a unității a fost următoarea:

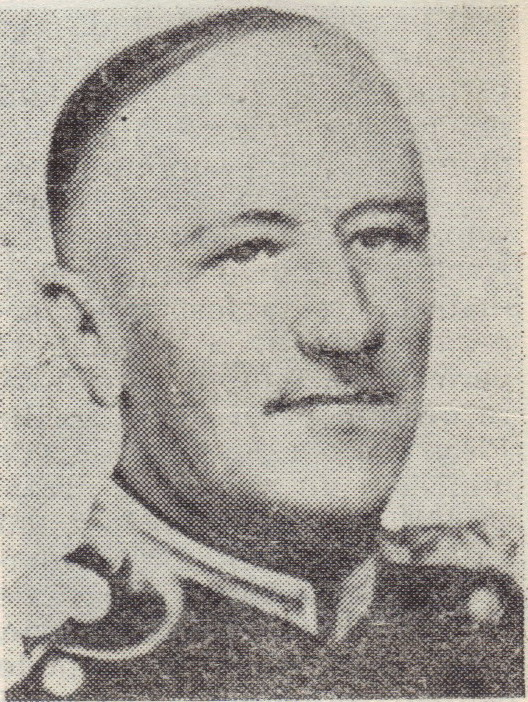
Generalul Nicolae Dăscălescu a condus marea unitate în primele zile de război.

- Comandantul Diviziei 20 Infanterie: 
  - 14-30 iunie 1941: Generalul de divizie Nicolae Dăscălescu
  - 31 iunie 1941-3 iulie 1942: Generalul de brigadă Gheorghe B. Georgescu
  - 4 iulie 1942-20 martie 1943: Generalul de divizie Nicolae Tătăranu
  - 21 martie 1943-28 aprilie 1944: Generalul de brigadă Corneliu Serghievici
  - 29 aprilie-14 octombrie 1944 Generalul de brigadă Damian Rascu.
- Brigada 20 Infanterie
  - Regimentul 82 Infanterie „Tribunul Solomon Balint”
  - Regimentul 83 Infanterie
  - Regimentul 91 Infanterie „Regele Ferdinand I”
- Brigada 20 Artilerie
  - Regimentul 39 Artilerie
  - Regimentul 40 Artilerie
- Compania 20 Transmisiuni.
- Compania 20 Poliție.
- Grupul de Cercetare
- Bateria 20 AC (anti-car)
- Compania A.A. (artilerie antiaeriană)
- Batalionul 20 Pioneri
- Grupul 20 Servicii

Pe rând, a fost parte a:
- Grupului Operativ „Maramureș”: 1941-1942[necesită citare] (România)
- Corpului XI Armată german⁠(de)[traduceți]: 1942 (Transnistria, Ucraina)
- Corpului VI Armată: 1942 (Ucraina)
- Corpului XXXXVIII Armată german⁠(de)[traduceți]: 1942 (Ucraina, Stalingrad)
- Corpului IV Armată german⁠(de)[traduceți]: 1942 (în încercuirea de la Stalingrad)
- Corpului I Armată: 1944 (România, nordul Moldovei)